# Condado de Ballard
O Condado de Ballard é um dos 120 condados do Estado americano de Kentucky. A sede do condado é Wickliffe, e sua maior cidade é LaCenter. O condado possui uma área de 709 km² (dos quais 58 km² estão cobertos por água), uma população de 8 286 habitantes, e uma densidade populacional de 13 hab/km² (segundo o censo nacional de 2000). O condado foi fundado em 1842. O condado proíbe a venda de bebidas alcoólicas.